# سرو استفن
سرو استفن (به اسپانیایی: Cerro Steffen) یک کوه در شیلی است. سرو استفن ۳٬۰۵۶ متر بالاتر از سطح دریا واقع شده‌است.